# 1442

## Události

### Probíhající události
- 1431–1445 – Basilejsko-ferrarsko-florentský koncil
- 1436–1449 – Lučchuan-pchingmienské války

## Narození
Česko
- 13. dubna – Jindřich IV. z Hradce, nejvyšší komorník Království českého a nejvyšší purkrabí pražský († 17. ledna 1507)
- 15. července – Boček z Poděbrad, český šlechtic, slezský kníže († 28. září 1496)

Svět
- 28. dubna – Eduard IV., anglický král († 9. dubna 1483)

## Úmrtí
- 13. listopadu – Alžběta Bavorská, braniborská kurfiřtka (* 1383)
- 14. listopadu – Jolanda Aragonská, vévodkyně z Anjou (* 11. srpna 1381)
- 18. prosince – Petr Cauchon, biskup z Beauvais a hlavní soudce procesu s Janou z Arku (* 1371)
- 19. prosince – Alžběta Lucemburská, česká, uherská a římská královna jako manželka Albrechta II. Habsburského (* 1409)
- ? – Aleš z Březí, litomyšlský biskup (* ?)

## Hlavy států
- České království – interregnum
- Svatá říše římská – Fridrich III.
- Papež – Evžen IV. – Felix V. (vzdoropapež)
- Anglické království – Jindřich VI.
- Francouzské království – Karel VII. Vítězný
- Polské království – Vladislav III. Varnenčik
- Uherské království – Vladislav III. Varnenčik
- Říše Inků – Pachacútec Yupanqui
- Byzantská říše – Jan VIII. Palaiologos